# 妙国寺庭園

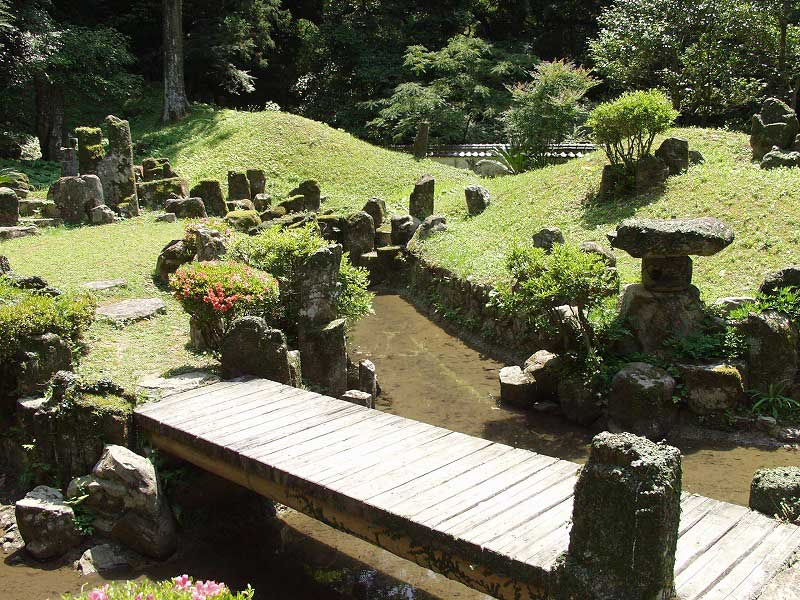
国指定名勝妙国寺庭園

妙国寺庭園（みょうこくじていえん）は宮崎県日向市細島にある借景日本庭園である。1933年4月13日に、国の名勝に指定された。
妙国寺本堂南西に位置し、奥に小さな滝があり、三つの築山、池、池中央に浮かぶ中島から成り立っている。剥き出しの岩盤や背後の米ノ山の森林を生かした巧みな造成は南北朝期の技法と伝えられている。
典型的な仏説庭園であり、三界を表す築山、崖・森林・滝とで穢土を表し、中島は浄土を、池は三途の川を、橋は仏法を表すとされる。古くから信徒教化に利用されてきた可能性が高い。